# Resolució 181 del Consell de Seguretat de les Nacions Unides
La Resolució 181 del Consell de Seguretat de les Nacions Unides, aprovada el 7 d'agost de 1963, era preocupada per una acumulació d'armes per part de la República de Sud-àfrica i tem que aquestes armes es puguin utilitzar per afavorir el conflicte racial en aquest país. El Consell va demanar al govern de Sud-àfrica que abandonés la seva política d'apartheid, tal com el primer requerit per resolució 134 (1960) i va instar a tots els estats a cessar voluntàriament la venda i enviament de totes les armes, municions i altres equips militars a Sud-àfrica.
La resolució va ser aprovada per nou vots contra cap; França i el Regne Unit es van abstenir. No obstant això, la resolució va tenir poc efecte immediat sobre la conducta del règim a Sud-àfrica.